# 易伯堅
易伯堅（？年—？年）。河南省信陽縣人。民國37年（1948年）在河南省第四選區當選第一屆立法委員。

## 生平
- 畢業於北師大（或作中央大学），曾任河南信陽、偃師等地師範校長多年
- 開封第一女子師範校長[2][3]
- 河南省財政廳秘書長[4]
- 行政院非常時期服務團第四隊副隊長兼襄陽難民收容遣送總站主任[5]
- 民國37年，當選立法委員，曾出席第一屆立法院第一會期經濟及資源委員會、教育文化委員會
- 1951年3月9日，在正陽縣被捕[6]